# 항공운송사업
항공운송사업이란 함은 타인의 수요에 응하여 항공기를 사용하여 유상으로 여객 또는 화물을 운송하는 사업을 말한다.

## 대한민국의 항공운송사업
항공법 제2조 제32호, 제33호, 제34호를 보면, 항공운송사업은 크게 국내항공운송사업과 국제항공운송사업, 소형항공운송사업으로 나눌 수 있다.

## 참고 자료
- 대한민국 항공법